# Herbert Nichols-Schweiger
Herbert Nichols-Schweiger (* 1944 in Graz mit Mutternamen Pschenitschnik) ist ein österreichischer Kulturmanager und Journalist.

## Leben
Nichols-Schweiger studierte von 1966 bis 1971 Germanistik, Geschichte und Kunstgeschichte.
Er arbeitete von 1970 bis 1982 als Kulturjournalist für die Neue Zeit, Kleine Zeitung und das ORF-Landesstudio Steiermark. Er war von 1976 bis 1988 Presse- und Öffentlichkeitsreferent für das Kunstfestival Steirischer Herbst, von 1977 bis 2017 Geschäftsführer und Programmverantwortlicher der Steirischen Gesellschaft für Kulturpolitik, (Begründer mit Christoph Klauser) und von 1994 bis 2021 der Steirischen Kulturinitiative (Begründer mit Hans Knoll, Richard Kratochwill und Alfred Stingl).
Er initiierte das Steiermärkische Kulturförderungsgesetz 1985 mit Christoph Klauser (u. a. Einsetzung des Landeskulturbeirats und Verpflichtung eines jährlichen Kulturberichts als Grundlage für demokratische Förderungsentscheidungen) und war am Steiermärkischen Kultur- und Kunstförderungsgesetz 2005 beteiligt.
Er war von 1998 bis 2003 Mitglied des Steiermärkischen Landeskulturbeirats und von 2009 bis 2014 des Steiermärkischen Kulturkuratoriums.